# Company (Tinashe)
Company è un singolo della cantante statunitense Tinashe, il terzo estratto dal suo prossimo album in studio Joyride. È stato pubblicato il 16 settembre 2016 dalla RCA Records.